# موتور سیچ
 شرکت سهامی مشترک موتور سیچ ( اوکراینی: Мотор Січ) در زاپروژیا، اوکراین یکی از بزرگ‌ترین تولیدکنندگان موتور برای هواپیما و بالگرد در جهان است. این شرکت تنها تولیدکننده موتورهای هواپیما و بالگرد و نیز توربین گاز تأسیسات نیروگاهی و صنعتی در اوکراین است. 

## نگارخانه

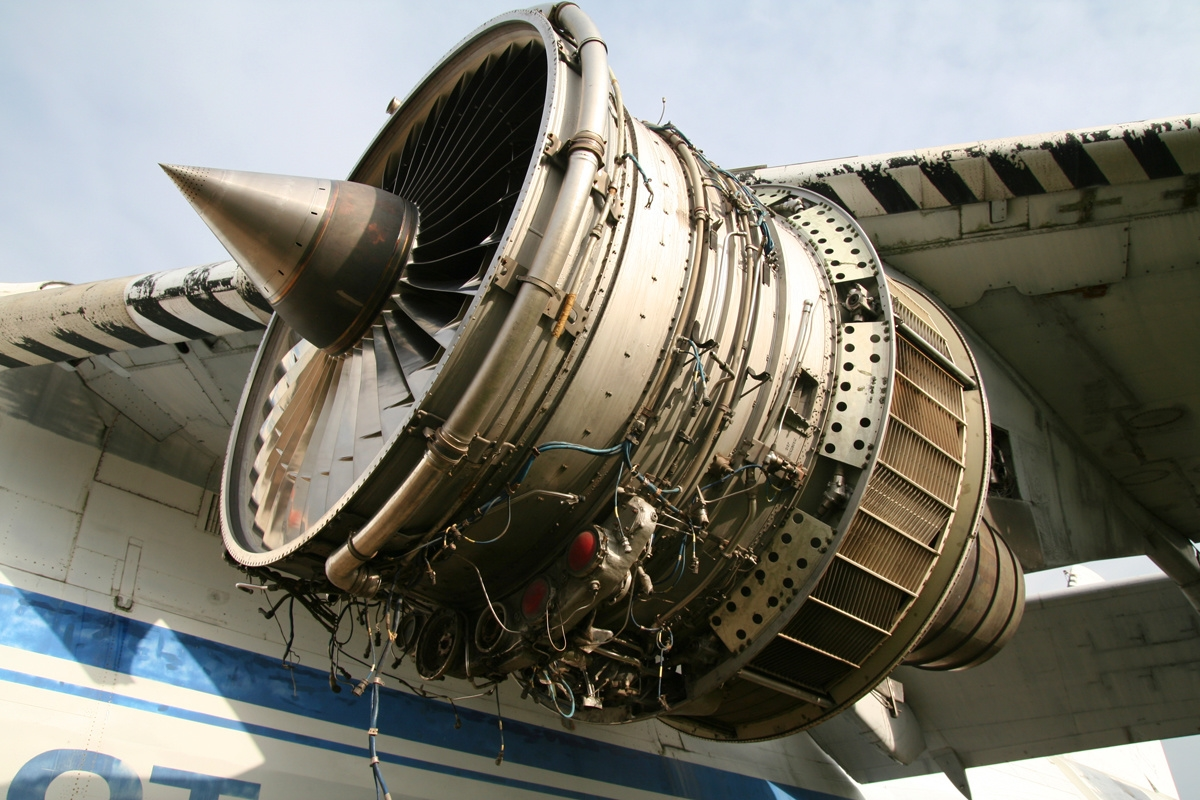
پیشرانه D-18T تولید شده توسط موتور سیچ
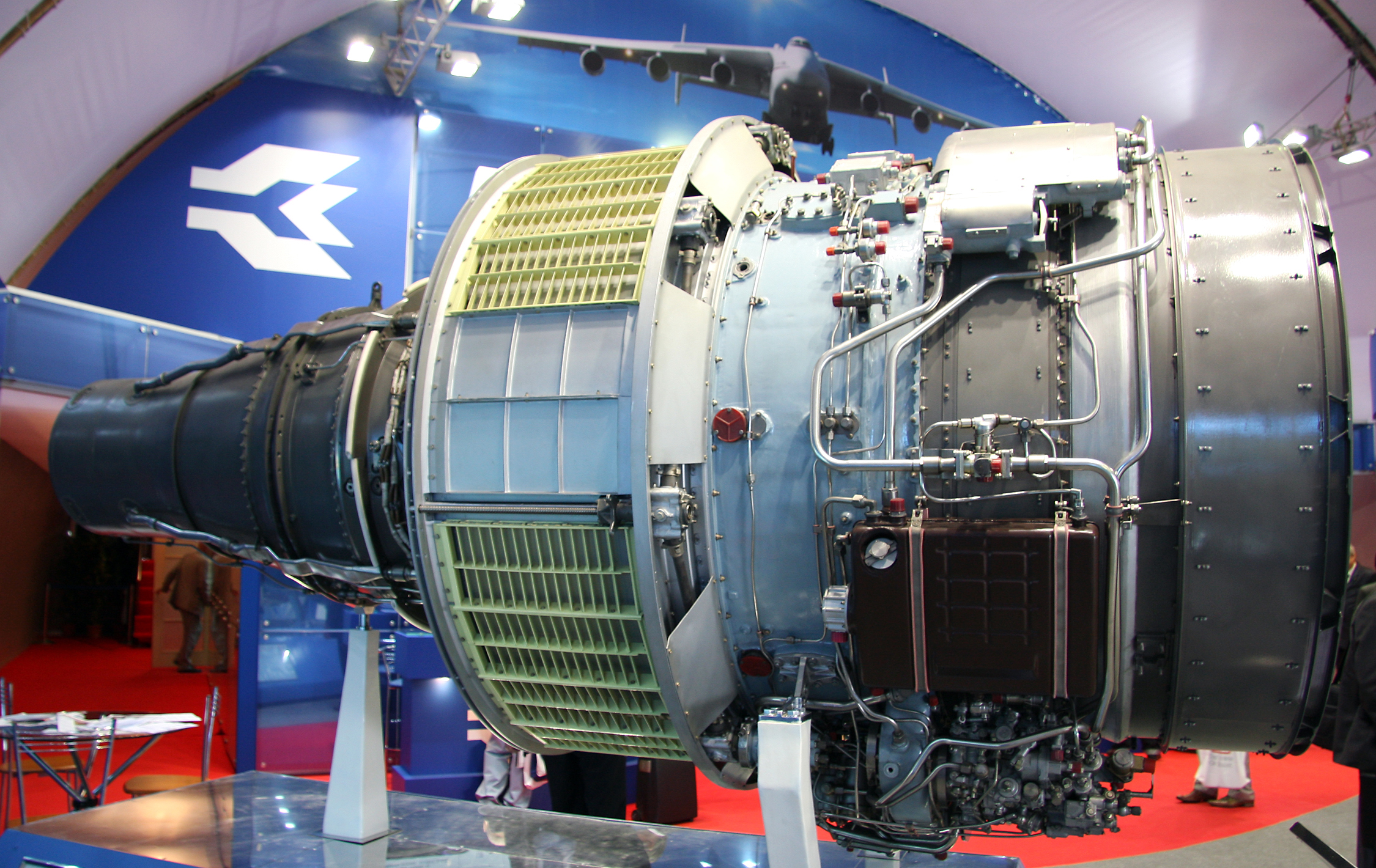
پیشرانه D-436 تولید شده توسط موتور سیچ
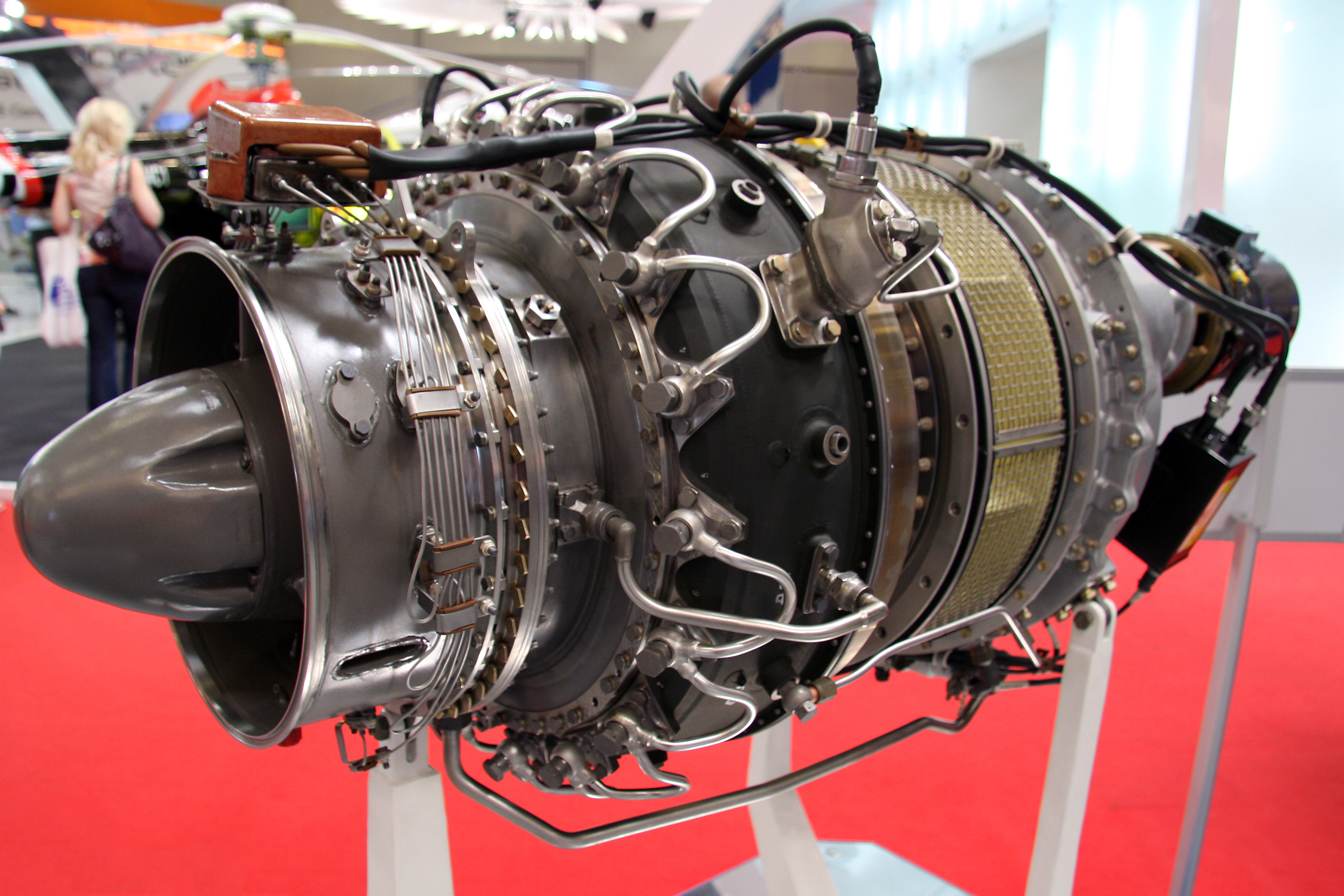
موتور سیچ MS-500V
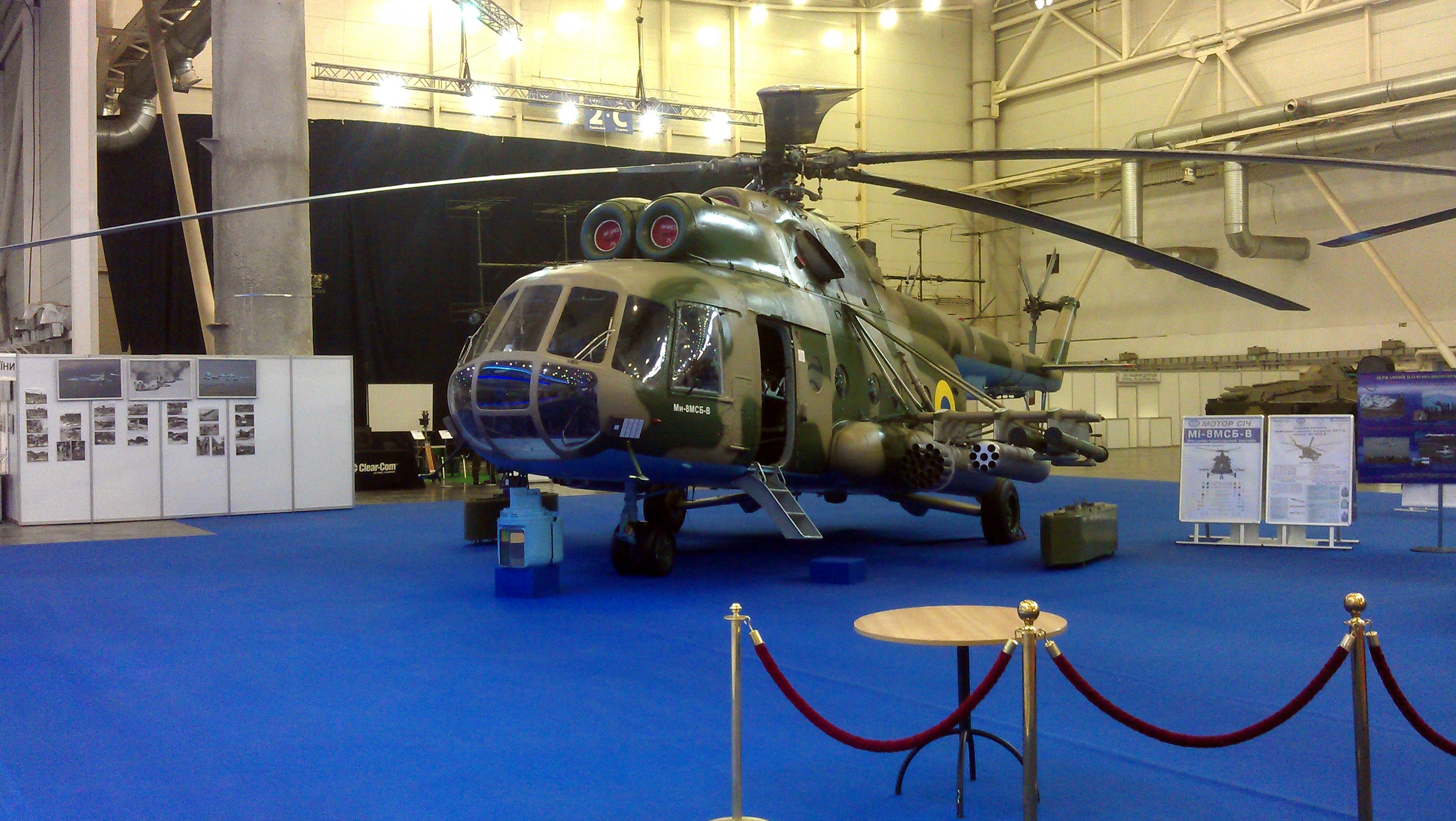
مدرنیزاسیون میل ۸
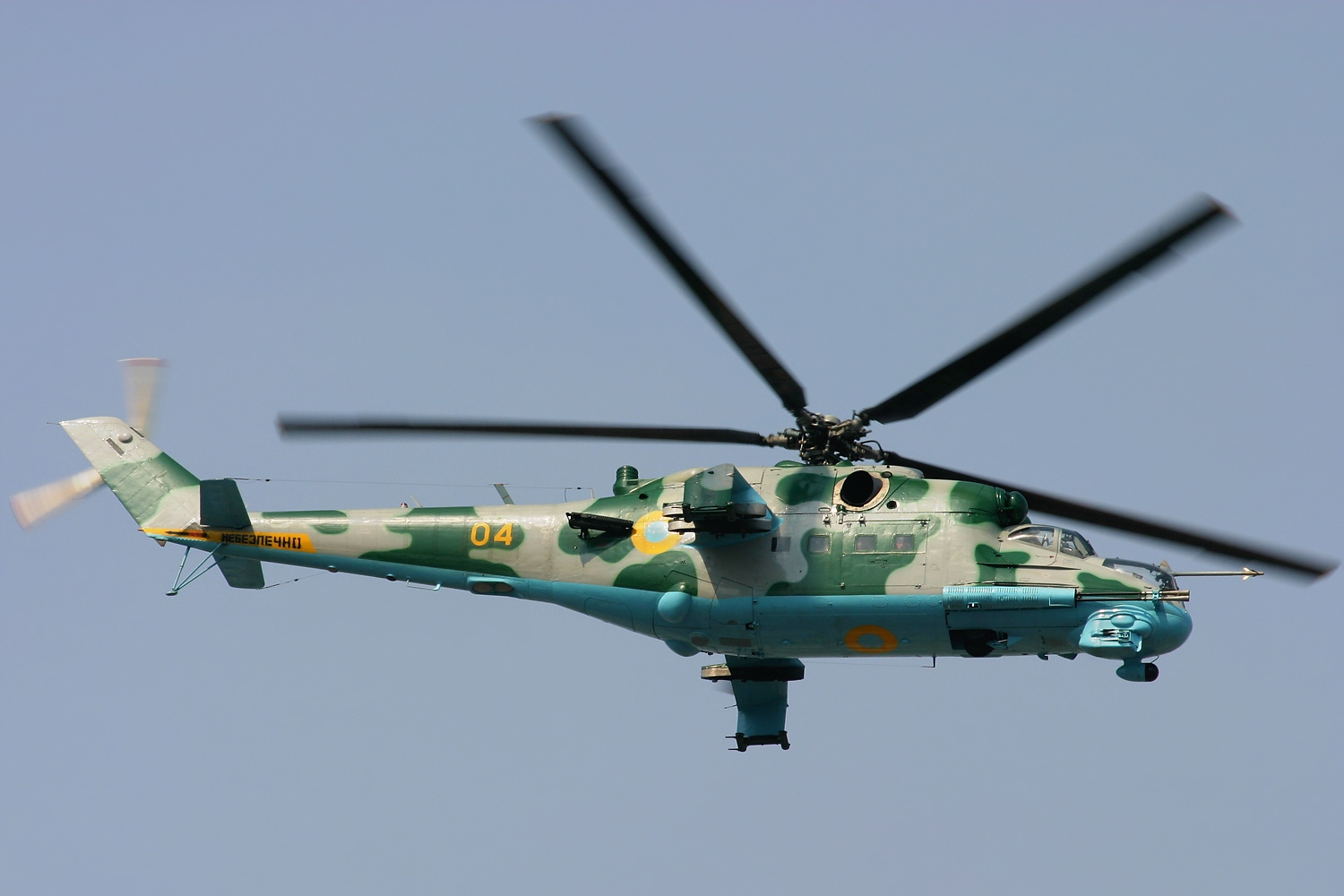
سرویس مدرن میل ۲۴ در ارتش اوکراین
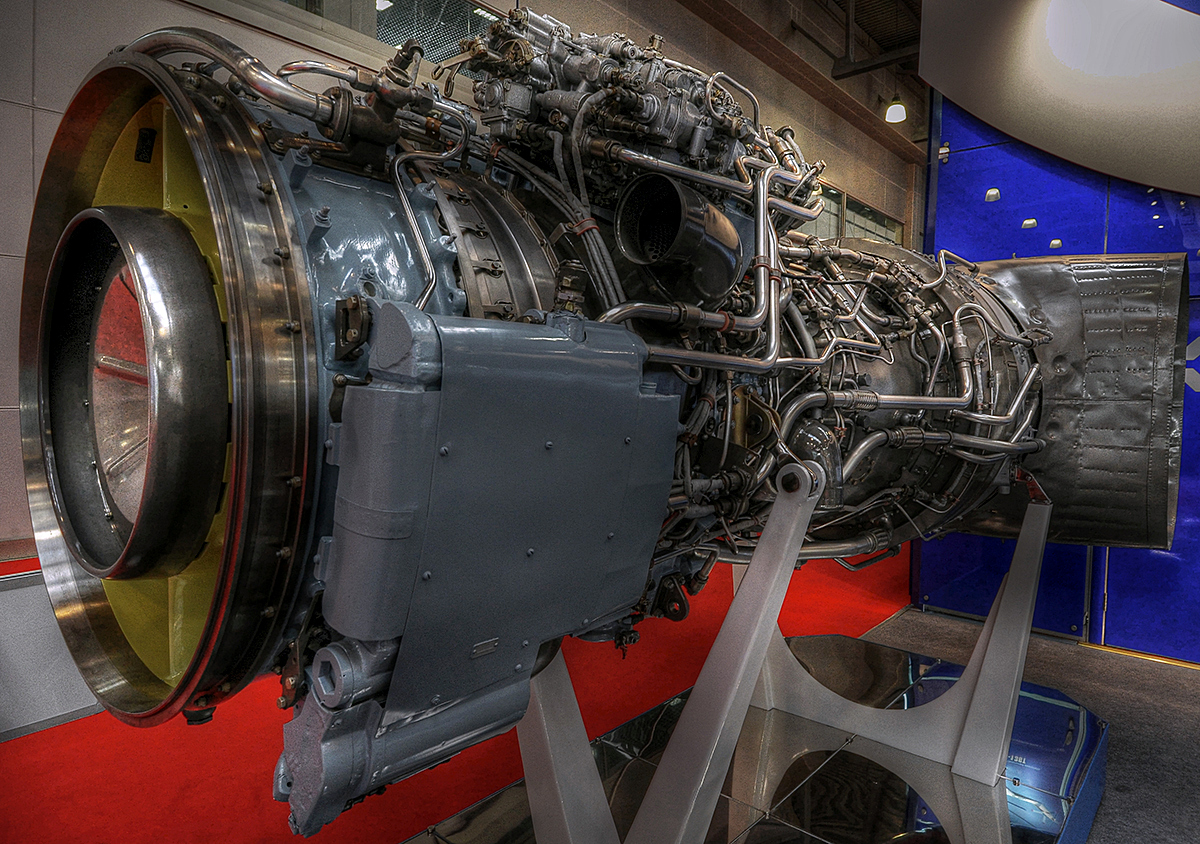
پیشرانه توربوشفت AI-136T برای میل ۲۶